# 朱麥可
朱麥可（1999年2月10日—），台灣原住民鄒族，嘉義縣和興國小少棒隊球員，2011年第一屆IBAF世界少棒錦標賽中華少棒代表隊成員。右投右打，守備位置為內野手。

## 選手經歷
- 2011年 -- 100年賀寶芙盃全國少棒錦標賽嘉義縣代表隊:
- 2011年 -- 2011年12U世界棒球錦標賽中華少棒代表隊

## 特殊事蹟
- 2011年 -- 07月10日2011年12U世界棒球錦標賽當中對戰 日本隊，三打數三安打，包刮一支滿貫全壘打以及兩支二壘安打，個人單場獲得六分打點。

## 相關新聞
- 朱麥可滿貫轟 生命中首發[永久]
- 朱麥可滿貫砲 3戰8打點
- 朱麥可、田村瑪莉亞 小小人氣王（聯合晚報）